# Elachiptera uniseta
Elachiptera uniseta är en tvåvingeart som beskrevs av Collin 1939. Elachiptera uniseta ingår i släktet Elachiptera och familjen fritflugor. Inga underarter finns listade i Catalogue of Life.